# وستوک ۳
وستوک ۳ (به روسی: Восток)(به معنای شرق) سومین مأموریت سرنشین دار سازمان فضایی شوروی محسوب می‌شود. این مأموریت به طور مشترک و همزمان با وستوک ۴ انجام شد و اهداف عمده آن شامل آزمایش تاثیر بی وزنی بر عملکرد بدن انسان، آزمایش قابلیت‌های عملیاتی فضاپیمای وستوک 3KA در پروازهای بلند مدت مداری و همچنین اطلاع از توانمندی تیم کنترل زمینی بر نحوه راهنمایی دو فضاپیمای فعال در مدار زمین می‌شد.

وستوک ۳ حدود ۴ روز و ۶۴ دور در مدار زمین چرخید که این رکورد تا حدود ۳ سال بعد دست نخورده باقی ماند. با پرتاب وستوک ۴ این دو فضاپیما با فاصله ای حدود ۶.۵ کیلومتری از یکدیگر در مدار زمین قرار داشتند. با اینکه این فضاپیماها قابلیت پهلوگیری را نداشتند اما در مقطعی توانستند به یکدیگر نزدیک شوند و برای نخستین بار ارتباط رادیویی بین دو فضاپیما در مدار زمین را برقرار کنند.
آندریان نیکولایف پس از قرارگیری فضاپیما در مدار و باز کردن کمربند صندلی به نخستین انسانی تبدیل شد که به طور آزادانه در فضا شناور می‌شود. همچنین در این مأموریت آندریان نیکولایف و نیکیتا خروشچف تلاش کردند با یکدیگر گفتگو کنند اما به دلیل کیفیت بد رادیویی به طور کامل موفق به انجام این ارتباط نشدند.

## خدمه مأموریت
| شماره | نام              | ملیت               | تعداد پرواز | تصویر |
| 1     | آندریان نیکولایف | اتحاد جماهیر شوروی | ۱           |       |